# Parornix altaica
Parornix altaica is een vlinder uit de familie van de mineermotten (Gracillariidae). De wetenschappelijke naam van de soort werd voor het eerst geldig gepubliceerd in 2006 door Noreika & Bidzilya.